# Штангеев, Фёдор Тимофеевич
Фёдор Тимофеевич Штангеев (1843, Ялта, Таврическая губерния — 30 ноября [12 декабря] 1898, Ялта, Таврическая губерния) — известный ялтинский врач и общественный деятель. С 1874 года широко применял на Южном берегу Крыма методы климатолечения. Его основные труды: «Лечение легочной чахотки в Ялте» (1885), «О лечении и режиме при чахотке» (1898).

## Биография
Родился в семье дьякона. Окончил Киевскую духовную семинарию, однако священнослужителем не стал, а в 1865 году поступил на медицинский факультет Киевского университета. Завершив курс обучения в университете в 1870 году был оставлен ординатором при хирургической клинике профессора В. А. Караваева. В 1873 году был вынужден переехать в Крым в связи с обнаружившимся туберкулёзом лёгких.
Жил в Ялте в собственном доме на улице Церковной (сейчас — улица Толстого, д. 8). Начал исследования по влиянию климата Южного берега Крыма на туберкулёзных больных. Лечил поэта С. Я. Надсона (1862—1887), жившего неподалеку на улице Бассейной.
Штангеев был членом городской думы, состоял в нескольких комиссиях, был членом Крымского горного клуба. Разделял взгляды знаменитых коллег С. П. Боткина и В. Н. Дмитриева о целебном климате Южного берега Крыма. Именем Штангеева названа часть знаменитой Боткинской тропы.
Вместе с Дмитриевым и Боткиным активно пропагандировал развитие ЮБК как туристического и лечебного курорта, принимал участие в создании первых противотуберкулёзных лечебных учреждений в Ялте и её окрестностях.

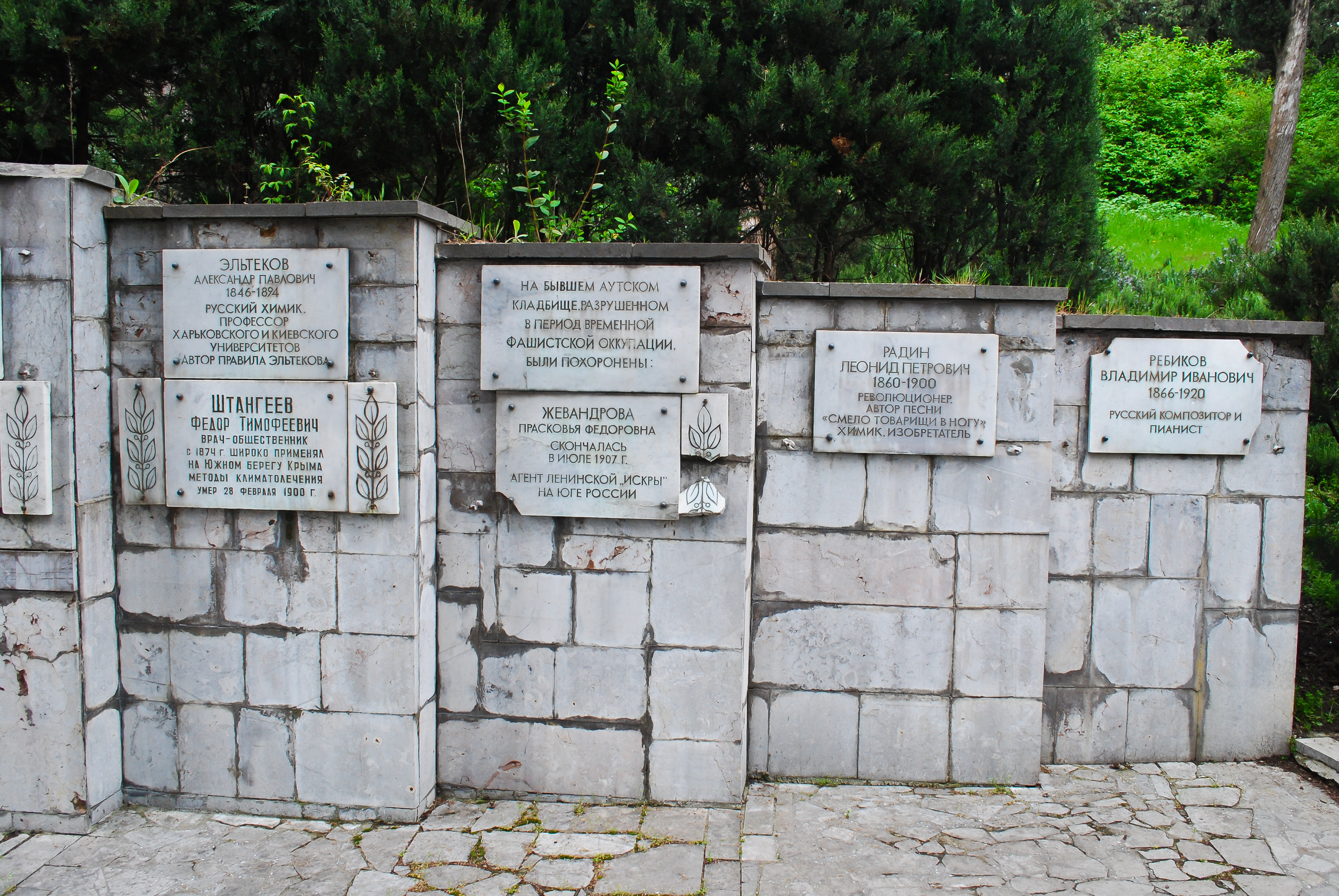
Кенотаф Ф. Т. Штангеева на Поликуровском мемориале

Известен также тем, что написал открытое письмо, в котором утверждал, что статья критика В. П. Буренина от 12 декабря 1886 года нанесла смертельный удар по нервной системе Надсона: «…он впал в необычайное раздражение, страшно волновался, говорил: „это уж слишком гнусно, этого оставить так нельзя“, и хотел тотчас же ехать в Петербург». К вечеру того же дня врач обнаружил тревожные признаки рецидива туберкулеза: «…кровохаркания и лихорадка, которых не было уже несколько недель».
По мнению Штангеева, обострение болезни и летальный исход вследствие сильного нервного потрясения имели прецеденты в клинической практике. «Я уверен, что умерший безвременно С. Я. Надсон, несмотря на безнадежность болезни, мог бы прожить, по меньшей мере, до весны или даже осени, если бы вышеупомянутый фельетон г. Буренина не был напечатан», — заключал свою экспертизу Штангеев.
Ненамного переживший своего знаменитого пациента, Фёдор Тимофеевич умер после тяжёлой непродолжительной болезни и был похоронен на бывшем Массандровском кладбище (ныне — Поликуровский мемориал), могила не сохранилась, в 1982 году там был установлен кенотаф.